# Resident Advisor
Resident Advisor es una película dirigida por Colin Sander que trata de tres estudiantes universitarios que abordan su primer semestre, bajo la dirección de su legendaria suplente RA. Fue lanzada en agosto del 2013 en Estados Unidos.

## Elenco
- Mitchell Jarvis como Dean Slater
- Nick Renaud como Tyler Harris
- Glenn McCuen como Cory Burton
- Jimmy Wong como Yuji Sikora
- Nathalia Ramos como Hanna
- Sharon Hinnendael como Layne
- Matt Shively como Mike Shelton
- Madison Adams como Allie
- Italia Ricci como Samantha Montaigne
- David Wilson Page como Chip
- E.E. Bell como Mr. Montaigne
- Christopher Grove como Mr. Harris
- Christopher Boyer como Chancellor Norden
- Lori Alancomo Mrs. Harris
- Allegra Carpenter como Katrina
- Kim Hidalgo como Miranda